# Geodia arabica
Geodia arabica är en svampdjursart som först beskrevs av Carter 1869.  Geodia arabica ingår i släktet Geodia och familjen Geodiidae.
Artens utbredningsområde är havet utanför Oman. Inga underarter finns listade i Catalogue of Life.